# Христианство в Чили
Христианство в Чили — крупнейшая религия в стране.
По данным исследовательского центра Pew Research Center в 2010 году христиане Чили составляли 89,5 % населения этой страны. Энциклопедия «Религии мира» Дж. Г. Мелтона оценивает долю христиан в 2010 году в 87,6 % (15 млн).

## Католицизм
Первый католический священник прибыл на территорию современного Чили в 1541 году. Уже в 1561 году была создана епархия Сантьяго (подчинялась центру в Лиме). К середине XVII века большая часть местного населения северного и центрального Чили была обращена в христианство. После объявления независимости Чили в 1810 году католицизм стал государственной религией и оставался таковой до принятия новой конституции 1925 года.
В 2004 году католическая церковь состояла из 27 епархий и 951 прихода, которые обслуживались 2201 священником.
Помимо католиков латинского обряда, в Чили проживают католики восточных обрядов. Община украинских греко-католиков насчитывает 1 тыс. верующих.

## Протестантизм
Протестанты составляют 16,62 % населения Чили, представляя второе (после католицизма) направление христианства в стране. Подавляющее большинство чилийских протестантов являются пятидесятниками (2,5 млн).

## Православие
Принято считать, что первые православные переселенцы появились в Чили в конце XIX века — это были арабские беженцы из Палестины и Сирии. они и до сих пор являются самыми многочисленными представителями Православия в этой стране. В течение первой четверти XX века православная община пополнялась выходцами из Сирии, Ливана, позже — из Греции, Турции, России и Югославии.
Общая численность православных и верующих древневосточных православных церквей составляет 10 тыс. человек.
Сегодня православие исповедуют живущие в Чили греки, персы, сербы, украинцы. Армяне преимущественно являются прихожанами древневосточной Армянской апостольской церкви. Большинство православных церквей страны входят в митрополию Чили (Антиохийская православная церковь). Имеются также приходы Константинопольской и русской православных церквей. Одна из общин РПЦ перешла в «истинно-православную церковь» Рафаила (Мотовилова).

## Маргинальное христианство
В 1919 году в Чили начала распространяться литература Общества Сторожевой башни, положив начало существованию в стране организации Свидетелей Иеговы. По данным самой организации в Чили действует 881 конгрегация Свидетелей Иеговы, объединяющая более 70 тыс. крещённых верующих (2012 год). В ходе переписи 2012 года Свидетелями Иеговы себя назвали 128 тыс. жителей Чили.
Мормоны начали проповедь в Чили в 1956 году, включив страну в состав Аргентинской миссии. Церковь пережила стремительный рост, в Чили были построены два храма этой организации (Сантьяго, 1983; Консепсьон, 2009). В ходе переписи 2012 года 101 тыс. чилийцев назвали себя мормонами. Сама организация заявляет о 578 тыс. сторонниках, при этом, признавая, что лишь 70 тыс. из них являются активными прихожанами.
В стране также действуют муниты и некоторые другие околохристианские организации.